# Некрасова, Юлия Борисовна
Ю́лия Бори́совна Некра́сова (14 декабря 1931, Москва — 22 мая 2004, Москва) — логопед, психолог, автор уникального метода социореабилитации взрослых и подростков, страдающих заиканием.

## Биография
- Родилась 14 декабря 1931 года в Москве.
- В 1950 году поступает на дефектологический факультет МГПИ им В. И. Ленина. Учится у С. С. Ляпидевского, О. В. Правдиной, Л. В. Мелеховой, А. В. Ипполитовой.
- В 1955 году с отличием окончила логопедическое отделение дефектологического факультета МГПИ им В. И. Ленина[1].
- С 1955 по 1965 работала логопедом в поликлинике Министерства путей и сообщений.
- В начале 1960-х гг. проходит обучение у врача К. М. Дубровского, который при помощи заведующего кафедры психотерапии в Харькове И. З. Вельвовского провел несколько курсов обучения своему методу «сеанса одномоментного снятия функциональных неврозов», в том числе и логоневроза. Эти курсы на базе Харьковской поликлиники МПС тогда прошли сотни врачей, занимающихся нервными расстройствами, и логопедов. Освоить метод сумели единицы, и одной из лучших и любимых учениц была Ю. Б. Некрасова.
- В 1968 году она защитила кандидатскую диссертацию на тему «Восстановление речи взрослых заикающихся в амбулаторных условиях».[2]
- В 1974—1976 гг. Ю. Б. Некрасова — научный сотрудник НИИ дефектологии. Она руководила лабораторией психотерапевтических методов реабилитации заикающихся, которая была открыта при поддержке академика А. В. Петровского.
- С 1976 года работает в лаборатории психических состояний НИИ общей и педагогической психологии АПН СССР под руководством Ф. Д. Горбова.
- С 1980 по 2000 гг. Юлия Борисовна работала в ПИ РАО под руководством академика А. А. Бодалева сначала старшим, а затем ведущим научным сотрудником в лаборатории «Психология общения в семье и школе», преобразованной в 1993 г. в научно-исследовательскую группу «Психологии общения и реабилитации личности».
- В 1992 году защитила докторскую диссертацию на тему «Психологические основы процесса социореабилитации заикающихся».
- Ю. Б. Некрасова участвовала в международных конгрессах и симпозиумах по психологии и психотерапии — её методика была представлена в Финляндии (1985), Англии (1989), Италии (1989), Чехословакии (1991), ФРГ (1989, 1990, 1992, 1994).
- В течение многих лет Ю. Б. Некрасова вела и общественную работу, являясь лектором постоянно действующей школы-семинара при ассоциации педагогов-исследователей, была членом одной из комиссий Детского фонда им. В. И. Ленина.
- Ю. Б. Некрасова скончалась в Москве 22 мая 2004 года.

## Метод социореабилитации заикающихся взрослых и подростков Ю. Б. Некрасовой
Система реабилитации заикающихся взрослых и подростков, окончательно сформировавшаяся к 1992, году включает пропедевтический этап, сеанс эмоционально-стрессовой психотерапии и этап активной логокоррекции. Суть метода заключается в вызывании, усилении и закреплении у пациентов готовности к речи, а также обучении свободе смены психических состояний, необходимой для полноценной коммуникации.
Пропедевтический этап — длится не менее полугода. Его главная составляющая — разработанная Ю. Б. Некрасовой библиотерапия, являющаяся одновременно диагностическим и лечебным компонентом. В своей методике Ю. Б. Некрасова предлагает произведения различных авторов, произведения первой группы вызывают у пациентов уверенность в избавлении от заикания, которая связана. только с надеждой на психотерапевта. Произведения второй группы, с психологической точки зрения значительно сложнее для заикающегося. В произведениях первой группы избавление от недостатка, боли, конфликта происходит само собой, независимо от усилий персонажей гадкий утенок превращается в лебедя, потому что он родился лебедем, во второй группе произведении герои пытаются найти выход из трудной ситуации самостоятельно. Однако, нарастание психологических трудностей остаётся незамеченным для пациента, который уже включился в сам процесс анализа произведения. Одним из центральных произведении на этом этапе является книга «Я умею прыгать через лужи» Маршалла А. Анализ произведении второй группы не только психологически подготавливает пациента к трудностям предстоящего лечения, но и помогает психотерапевту найти индивидуальны" подход к каждому из них. На этом работа с книгой не заканчивается, в целом предлагается более 30 произведении с нарастающей сюжетной, философской и психологической сложностью. В данной методике кульминацией творческой активности пациента является готовность стать автором собственного произведения. Важным моментом в таком роде творчества служит его образно-символическая форма, опосредованно подсказанная психотерапевтом. Ю. Б. Некрасова делает из применения своей методики следующие выводы:
1) творчество, поисковая активность дают возможность пациенту преодолеть «зацикленность» на своих проблемах, помогают увидеть себя и мир по-новому, что является необходимым условием для постепенного разрыва порочного круга логоневроза;
2) создаются условия для раскрытия индивидуальности и неповторимости каждого пациента, перестраивается потребностно-мотивационная сфера, возникают новые ценностные ориентации, из-меняется личностная направленность;
3) опосредованность воздействия моделирует ситуацию творческого процесса и делает возможным совершение пациентами многих самостоятельных открытий нравственного, философского, психологического, эстетического и даже научного плана;
4) введение данного этапа меняет всю структуру психотерапевтического процесса, свёртывая традиционный выжидательный этап за счёт активного раскрытия и перестройки личности;
5) Особое психологическое значение имеет возникающее в ходе пропедевтического этапа динамическое единство психотерапевта и пациента;
6) библиотерапия как комплексная методическая система включает в себя диагностическую, коммуникативно-моделирующую и терапевтическую функции;
7) библиотерапия пробуждает состояние поисковой активности, которое стимулирует оздоровительные механизмы коррекции заикания
8) воздействуя на личность и психическое состояние человека, библиотерапия является мощным средством в системе коррекционной педагогики.
Сеанс эмоционально-стрессовой психотерапии (по К. М. Дубровскому) — предназначен для снятия симптомокомплекса заикания в сложной фрустрирующей ситуации публичного выступления.
С. Б. Скобликова пишет: "Являясь ученицей и последователем Казимира Марковича Дубровского (создателя «Метода директивного группового внушения» и «Метода одномоментного снятия заикания»), Ю. Б. Некрасова использовала в своем творчестве психотерапевтический эмоционально-стрессовый сеанс. Но сеанс по Некрасовой не являлся одномоментным воздействием, могущим освободить заикающегося от его недуга, а был «ценным мобилизующим, создающим правильную настроенность больного началом лечения». Проводимые Юлией Борисовной в театре на Таганке сеансы собирали море людей. При этом зрители становились участниками сложного психотерапевтического воздействия. Происходило чудо — в конце сеанса стоявшие на сцене заикающиеся абсолютно свободно говорили. После сеанса с группой взрослых пациентов начинались логопсихотерапевтические занятия, аутогенные тренировки, дыхательные упражнения, психологические уроки, нацеленные на исправление речи и «заикающейся личности». Свою работу Ю. Б. Некрасова рассматривала как процесс «контролируемого единства психолого-педагогического и психотерапевтического воздействий на личность пациента в их глубинном проникновении».
Период молчания. Длящийся 4-5 дней и заканчивающийся специальным сеансом снятия молчания.
Этап активной логокоррекции. Длительность до 3 месяцев в виде ежедневных занятий по 8-9 часов. Осуществляется с целью качественного закрепления результата, полученного на сеансе, формирования навыка новой речи, преодоления психологического комплекса заикающегося, тренировки диафрагмального дыхания. В работе применяются Полный стиль произношения русского языка, логопедические занятия, символотерапия, кинезитерапия, аутогенная тренировка по Иганну Шульцу, парадоксальная гимнастика по А. Н. Стрельниковой. Последний этап заканчивается помощью новым пациентам, нуждающимся в реабилитации.
Карпова Н. Л. пишет об этой системе следующее: "Целью процесса социореабилитации является продвижение личности по пути становления субъектом своей жизни, в данном процессе особую роль играет «внешняя» для пациента среда, поскольку любое сложное хроническое заболевание затрагивает и личную сферу больного. Происходит развитие так называемого «вторичного невроза» заболевания, что проявляется и в личных проблемах и в нарушении коммуникативной компетентности. поэтому актуальным в социореабилитации является максимально возможное включение в процесс терапии членов ближайшего окружения пациента. Это нашло практическое подтверждение в разработанной нами методике групповой семейной логопсихотерапии-лечении заикающихся подростков и взрослых при активном участии членов их семей. Особо подчеркнём, что данная методика позволяет организовать как мотивационную включённость, так и, в конечном счете, мотивационную вовлечённость всех участников в процесс психокоррекпионной работы и поддерживать высокий уровень активности и заинтересованности (вовлечённости) на всех этапах курса семейной групповой логопсихотерапии.
Ю. Б. Некрасова — автор более 40 научных публикаций в отечественных и зарубежных периодических изданиях, участник многочисленных международных конгрессов, о её работе сняты научно-документальные фильмы «Человек может все» (1986), «Я, конечно, вернусь…» (1988) и другие. Неоднократно показанные по центральному телевидению, эти фильмы имели огромное воздействие не только на научную общественность, но и на широкую аудиторию своим оптимистическим содержанием и гуманистической направленностью. Система групповой логопсихотерапии, созданная Ю. Б. Некрасовой, в настоящее время находит дальнейшее развитие и применение в деятельности её учеников и последователей в различных городах России.

## Труды
- Некрасова Ю. Б. Сеанс психотерапевтического воздействия и некоторые психические состояния заикающихся //Вопросы психологии. — 1980. — № 5. — С. 32.
- Некрасова Ю. Б. Групповая эмоционально-стрессовая психотерапия в коррекции психических состояний заикающихся//Вопросы психологии. — 1984. — № 2. — С.75.
- Некрасова Ю. Б. Динамика психических состояний заикающихся при логопсихотерапии//Вопросы психологии. — 1985. — № 2. — С.127.
- Некрасова Ю. Б. Основные принципы коррекции нарушения речевого общения//Вопросы психологии. — 1986. — № 5. — С.90.
- Некрасова Ю. Б. Особенности диагностики при реабилитации людей с нарушением речевого общения//Вопросы психологии. — 1991. — № 5. — С. 123.
- Некрасова Ю. Б. О психических состояниях, их диагностике, управлении и направленном формировании (в процессе социореабилитации заикающихся)//Вопросы психологии. — 1994. — № 6. — С.37.
- Некрасова Ю. Б. «Лечение творчеством». — М.:Смысл, 2006. ISBN 5-89357-225-4